# Verband nationaldeutscher Juden
Der Verband nationaldeutscher Juden bzw. Verband Nationaldeutscher Juden (Abkürzung VnJ oder VndJ) war eine rechtskonservative jüdisch-politische Organisation in Deutschland. Der VnJ wurde im März 1921 von Max Naumann gegründet und 1935 verboten. Die Zentrale lag in Berlin. Publizistisches Organ des Verbands war die monatliche Zeitschrift Der nationaldeutsche Jude (1922–1934). Aufgrund des prägenden Einflusses des Gründungsvaters wurden die Mitglieder des Verbands auch als „Naumann-Juden“ oder „Naumannianer“ bezeichnet.

## Wirken
Die Zahl seiner Mitglieder ist unklar. Der Historiker und Archivar Klaus J. Hermann geht von höchstens 10.000 aus. Die Entwicklung der Druck- und Vertriebsauflage seines monatlich erscheinenden Mitteilungsblatts Der nationaldeutsche Jude ist unbekannt, aber für Oktober 1934 wird die Auflage mit 15.000 Exemplaren angegeben.
Im Gegensatz zu den großen politischen Organisationen des deutschen Judentums, wie dem Centralverein oder der Zionistischen Vereinigung, avancierte der Verband nie zu einem repräsentativen Vertreter der deutschen Juden. Dennoch kommt dem Verband eine bedeutende Rolle als ideologischer Außenseiter zu. 
Die provokanten Positionen und hetzerischen Äußerungen dieser extrem rechten Randgruppe erregten viel Aufsehen in der deutschjüdischen Öffentlichkeit. Da sich der Verband auch mit eigenen Kandidatenlisten in Gemeindewahlen gegen liberale, zionistische und konservative Gruppen beteiligte, kam es zu sehr polarisierten Wahlkämpfen.  Die großen jüdischen Verbandsorgane, wie beispielsweise die CV-Zeitung, sahen sich regelmäßig zu kritischen Stellungnahmen gegen das Lager Naumanns gezwungen.
Der VnJ manövrierte sich durch seine Haltungen und Hetztiraden letztlich selbst ins Abseits. Er spaltete sich einerseits immer stärker von der jüdischen Gemeinschaft ab, stieß andererseits aber nicht auf die angestrebte Akzeptanz in der deutschen Gesellschaft. Den Nationalsozialisten waren die Anbiederungsversuche der Naumann-Juden ein besonderer Dorn im Auge, weshalb der VnJ früher als andere jüdische Organisationen am 18., nach anderen Angaben am 22. November 1935 verboten wurde. Der Vorsitzende Naumann wurde am 23. November 1935 verhaftet.

## Politik und Weltanschauung
Der VnJ war ein antidemokratischer, rechtskonservativer Verband, der das System der Weimarer Republik entschieden ablehnte. Die Mitglieder des VnJ rekrutierten sich hauptsächlich aus dem antizionistischen und nationalistischen Lager des deutschjüdischen Bildungsbürgertums. Eine historische oder kulturelle Gemeinsamkeit mit den Millionen Juden außerhalb Deutschlands wurde abgelehnt. In der Vereinssatzung schrieb der VnJ:
„Der Verband nationaldeutscher Juden bezweckt den Zusammenschluß aller derjenigen Deutschen jüdischen Stammes, die bei offenem Bekennen ihrer Abstammung sich mit deutschem Wesen und deutscher Kultur so unauflöslich verwachsen fühlen, dass sie nicht anders als deutsch empfinden und denken können. Er bekämpft alle Äußerungen und Betätigungen undeutschen Geistes, mögen sie von Juden oder Nichtjuden ausgehen, die das Wiedererstarken deutscher Volkskraft, deutscher Rechtlichkeit und deutschen Selbstgefühls beeinträchtigen und damit den Wiederaufstieg Deutschlands zu einer geachteten Stellung in der Welt gefährden.“
Dem niederländisch-amerikanischen Historiker John V. H. Dippel zufolge vertrat der VnJ die Auffassung, der Antisemitismus wurzele in der Vorstellung, dass Juden und Deutsche andersartig seien; alle jüdischen Aktivitäten, die das Anderssein, eine jüdische Identität, ein jüdisches Volkstum, ein jüdisches Nationalgefühl oder besondere jüdische Werte herausstellten, stärkten nur den Antisemitismus. Laut Dippel neigte der Verband zur „unterschiedslosen pauschalen Umarmung alles dessen, was germanisch und nichtjüdisch war“.
Bewusst begab sich der VnJ in die Nähe völkischer Ideologien und grenzte sich auch von dezidiert antisemitischen Positionen nicht ab. Die weit verbreiteten Ressentiments der Zwischenkriegszeit aufnehmend, warnte er vor der „Ostjudengefahr“. Weiter griff er die Zionisten und so genannten Zwischenschichtler an, namentlich die Mitglieder des Centralvereins, und bezeichnete sie als Feinde der deutschnationalen Sache. Programmatisch stand der Verein der Deutschnationalen Volkspartei (DNVP) am Nächsten, einem zeitweiligen Koalitionspartner der NSDAP. Die politisch-ideologische Ausrichtung des VnJ gipfelte nach der Machtübergabe an Hitler in Loyalitätsbekundungen gegenüber dem NS-Regime.